# Synagoge Kriegshaber

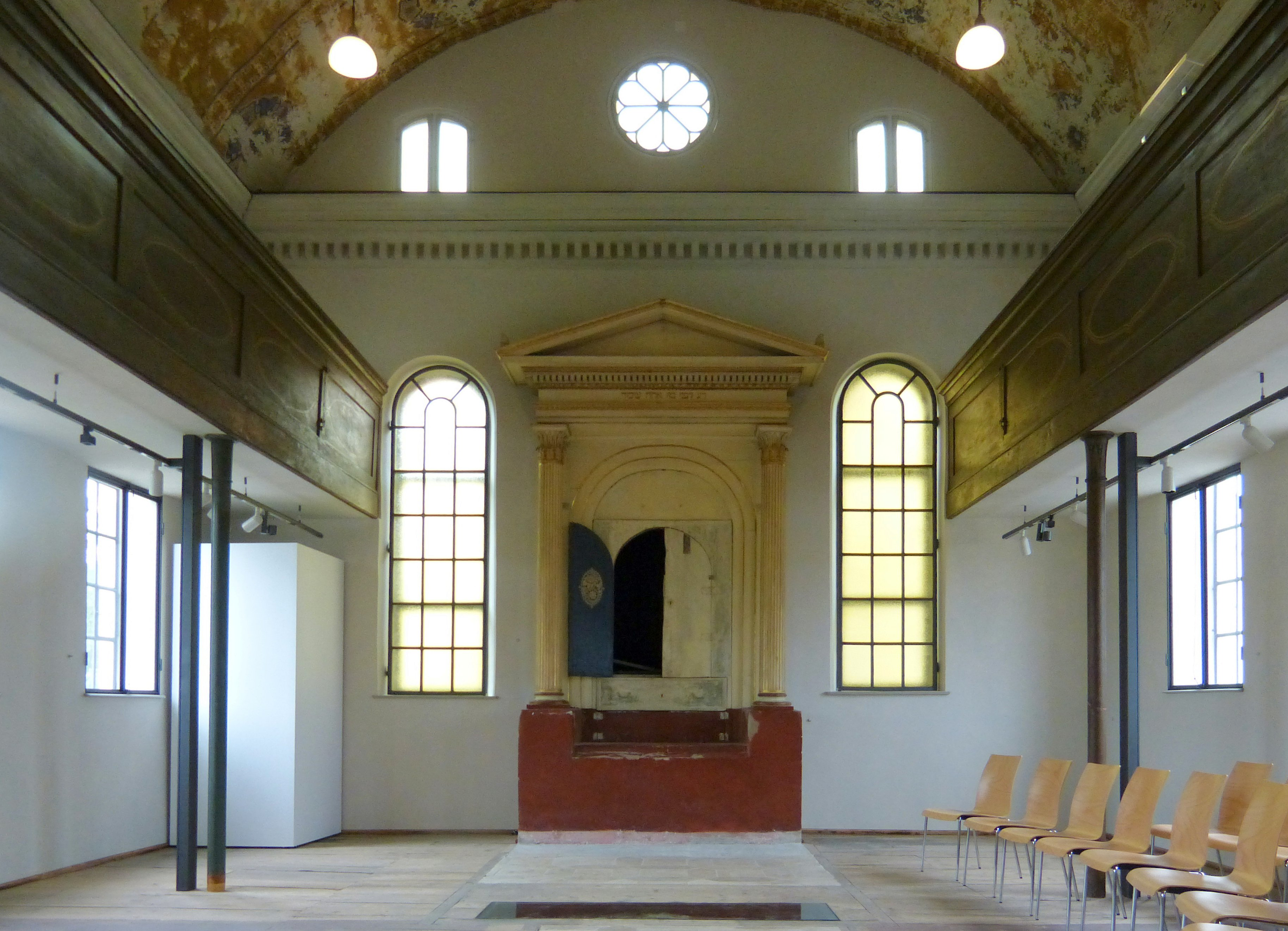
Die ehemalige Synagoge Kriegshaber (2015)

Die Synagoge Kriegshaber ist die älteste erhaltene Synagoge in Bayerisch-Schwaben. Sie bildete fast dreihundert Jahre lang das Zentrum der jüdischen Gemeinde in Kriegshaber, einem ehemals eigenständigen Ort vor den Toren der freien Reichsstadt, heute ein Stadtteil Augsburgs. Das profanierte Gotteshaus befindet sich an der Ulmer Straße 228 und ist seit seiner Sanierung 2011–2014 eine Dependance des Jüdischen Museums Augsburg-Schwaben.

## Lage
Die Synagoge befindet sich im alten Ortskern von Kriegshaber als Teil des denkmalgeschützten Ensembles Ehemalige Judensiedlung. Sie liegt an der Ulmer Straße, auf der Nordseite der Straße, nahe der Kreuzung der Ulmer Straße mit der Kriegshaberstraße und der Neusässer Straße.

## Geschichte
Erste jüdische Bürger im Weiler Kriegshaber sind seit den Jahren um 1565/1570 erwähnt. Sie konnten hier an der von Augsburg über Günzburg nach Ulm führenden Reichsstraße (der Ulmer Straße) siedeln, wo sie auf vorderösterreichischem Land unter dem Schutz der Markgrafschaft Burgau standen.
Die Synagoge Kriegshaber ersetzte einen bis dahin genutzten kleineren Betsaal und ist 1675 erstmals erwähnt. Gemäß anderen schriftlichen Aufzeichnungen wurde sie seit 1680 für Gottesdienste genutzt.
Um 1730 lebten bereits 326 jüdische Personen in Kriegshaber, die damit mehr als 50 Prozent der Einwohner darstellten. Während der Ort in den folgenden 150 Jahren aber immer größer wuchs, wurde seine jüdische Gemeinde immer kleiner. Mitte des 19. Jahrhunderts plante man den Neubau einer Synagoge, da die alten Räumlichkeiten zu beengt und baufällig geworden waren. Nachdem eine Planung aufgestellt und genehmigt worden war, kam es allerdings nicht zur Ausführung, da die Zahl der jüdischen Gemeindemitglieder zwischenzeitlich stark gesunken war. Daraufhin wurde 1862 die alte Synagoge renoviert und erweitert.
1866–68 wurde schräg gegenüber der Synagoge die katholische Pfarrkirche Heiligste Dreifaltigkeit erbaut.
Während der Novemberpogrome 1938 blieb die Synagoge als Gebäude nahezu unversehrt, wurde wie die Synagoge in der Augsburger Stadtmitte und wie alle deutschen Synagogen der jüdischen Gemeinde weggenommen und zweckentfremdet.

## Baubeschreibung
Die Synagoge ist ein zweigeschossiger Traufseitbau mit Satteldach, hohen Rundbogenfenstern und östlichem Erker. Der Synagoge schließt sich im Westen ein schmales Pultdachhaus an. Die eigentliche Synagoge (Betsaal) ist im ersten Stock des Gebäudes. Dieser Saal hat ein Tonnengewölbe und eine auf drei Seiten umlaufende Empore, zu der man über ein Treppenhaus (außerhalb des Betsaales) gelangt. Auf der Südseite des Gebäudes gibt es seit der Sanierung drei Türen. Alle drei Türen  befinden im westlichen Teil der Synagoge. Die östlichste Tür ist der Zugang zu der ehemaligen Rabbinerwohnung. Die westlichste Tür ist der heutige Zugang zur Synagoge. Zwischen der Tür zur Rabbinerwohnung und dem heutigen Zugang befindet sich der alte Türe zur Synagoge.

## Profanierung und Verfall

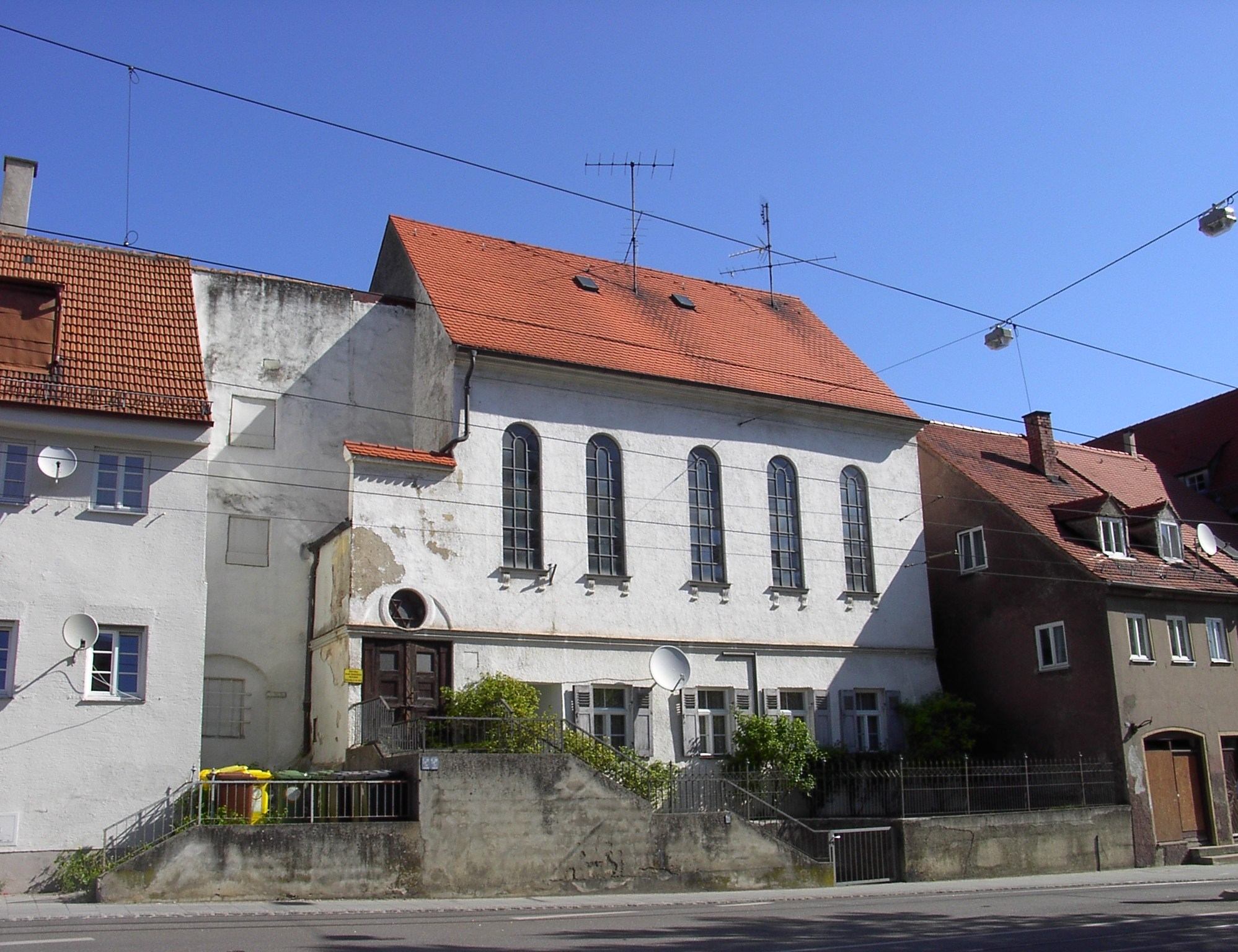
Vor der Sanierung (2005)

Nach dem Ende des Zweiten Weltkrieges blieb die Synagoge zweckentfremdet und wurde als Lagerhalle und Betsaal für andere Glaubensrichtungen genutzt. 1955 erwarb die Stadt Augsburg das Gebäude. Es stand daraufhin lange Zeit leer und wurde dem Verfall überlassen, da für eine erneute Nutzung als Bethaus keine finanziellen Mittel gewährt wurden.

## Sanierung
2004 konnte das westlich gelegene Zwischengebäude angekauft und anschließend ein Sanierungskonzept erarbeitet werden. Im Jahr 2011 begannen dann die zum Teil sehr aufwändigen Sanierungsarbeiten. Nach drei Jahren Bauzeit wurde die ehemalige Synagoge am 18. Mai 2014 als Dependance des Jüdischen Kulturmuseums Augsburg Schwaben offiziell eröffnet. Die Räume in der Synagoge werden immer wieder für Ausstellungen oder Schulungen genutzt.

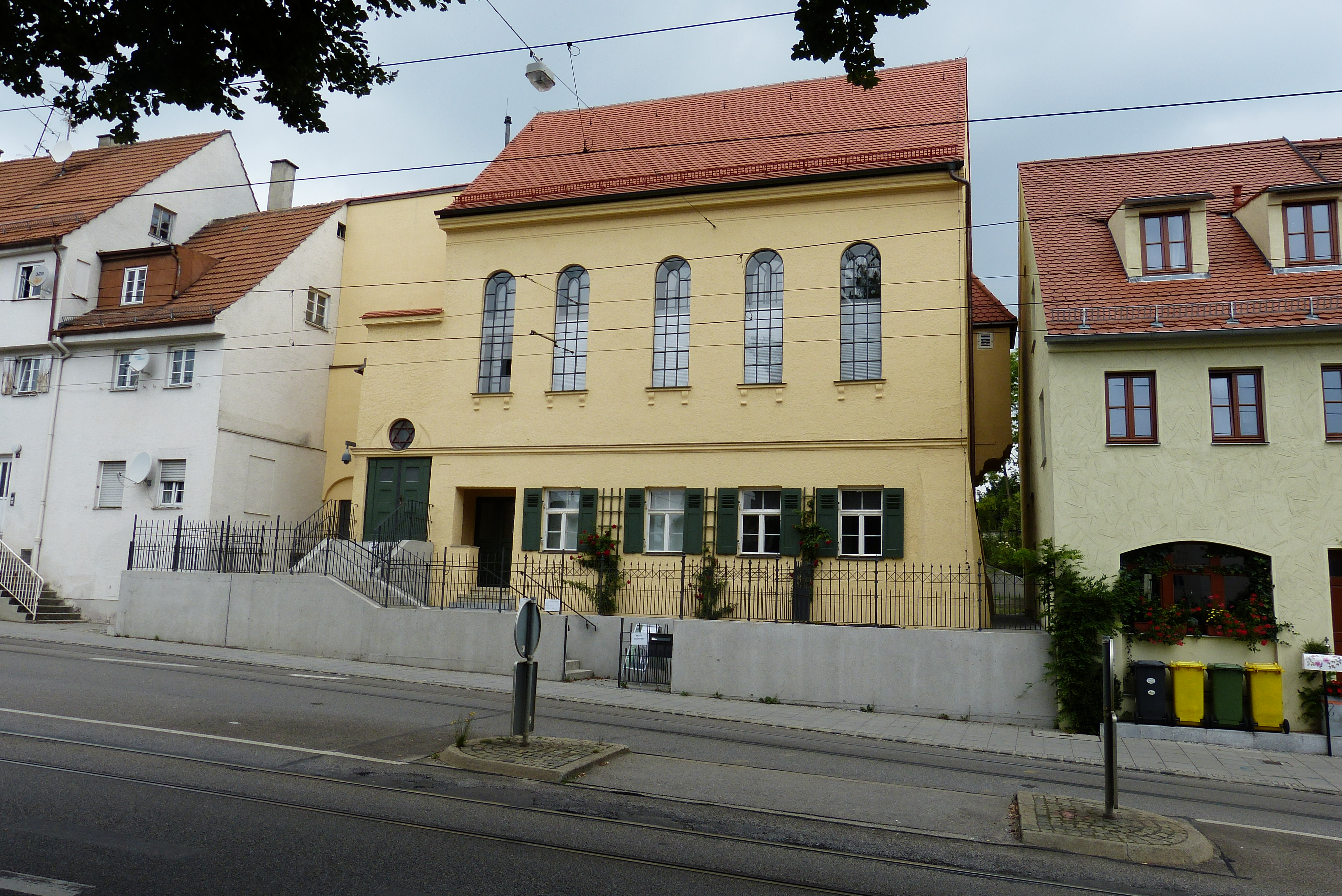
Fassade nach der Sanierung
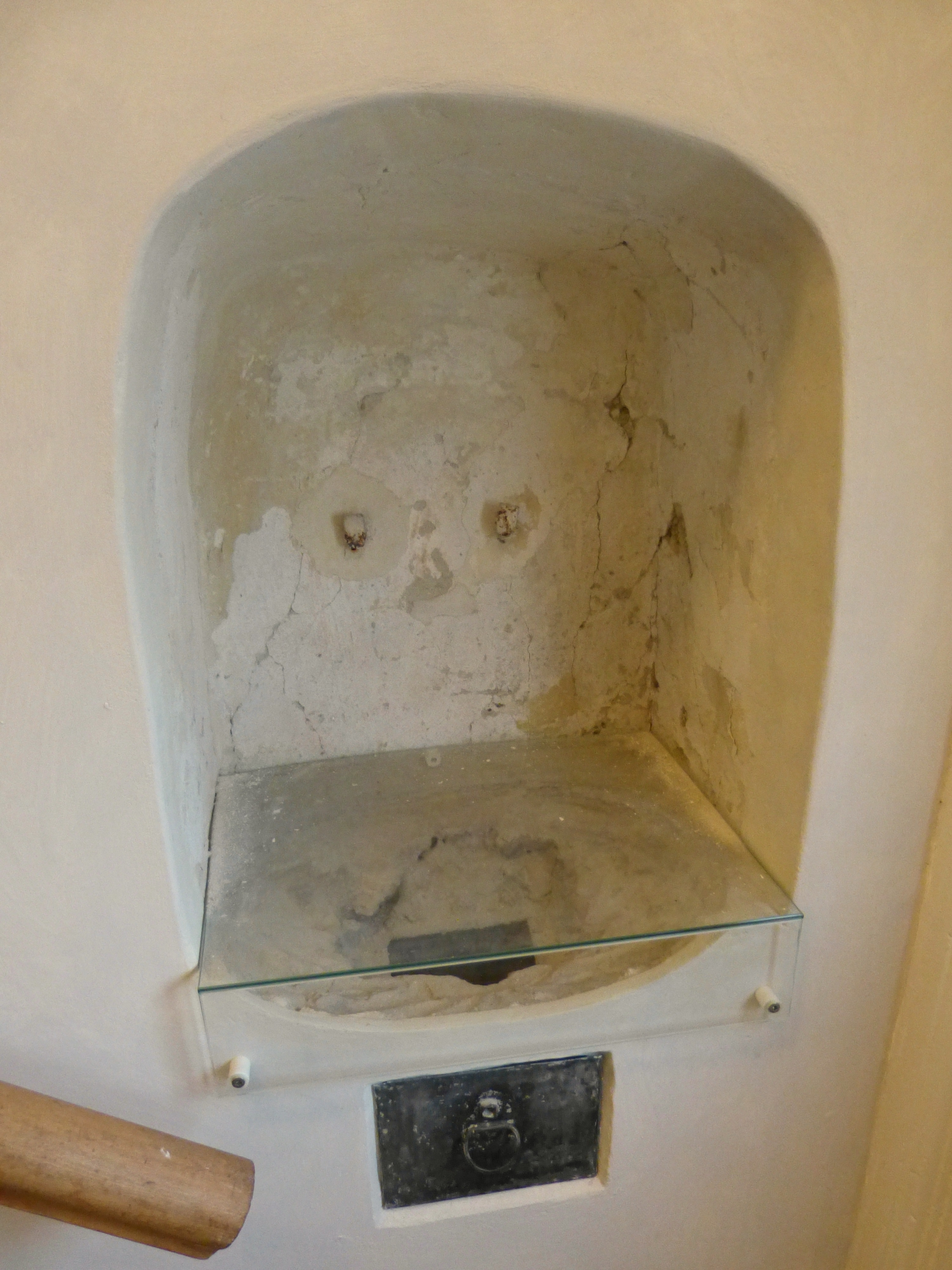
Waschbeckennische neben dem Eingang
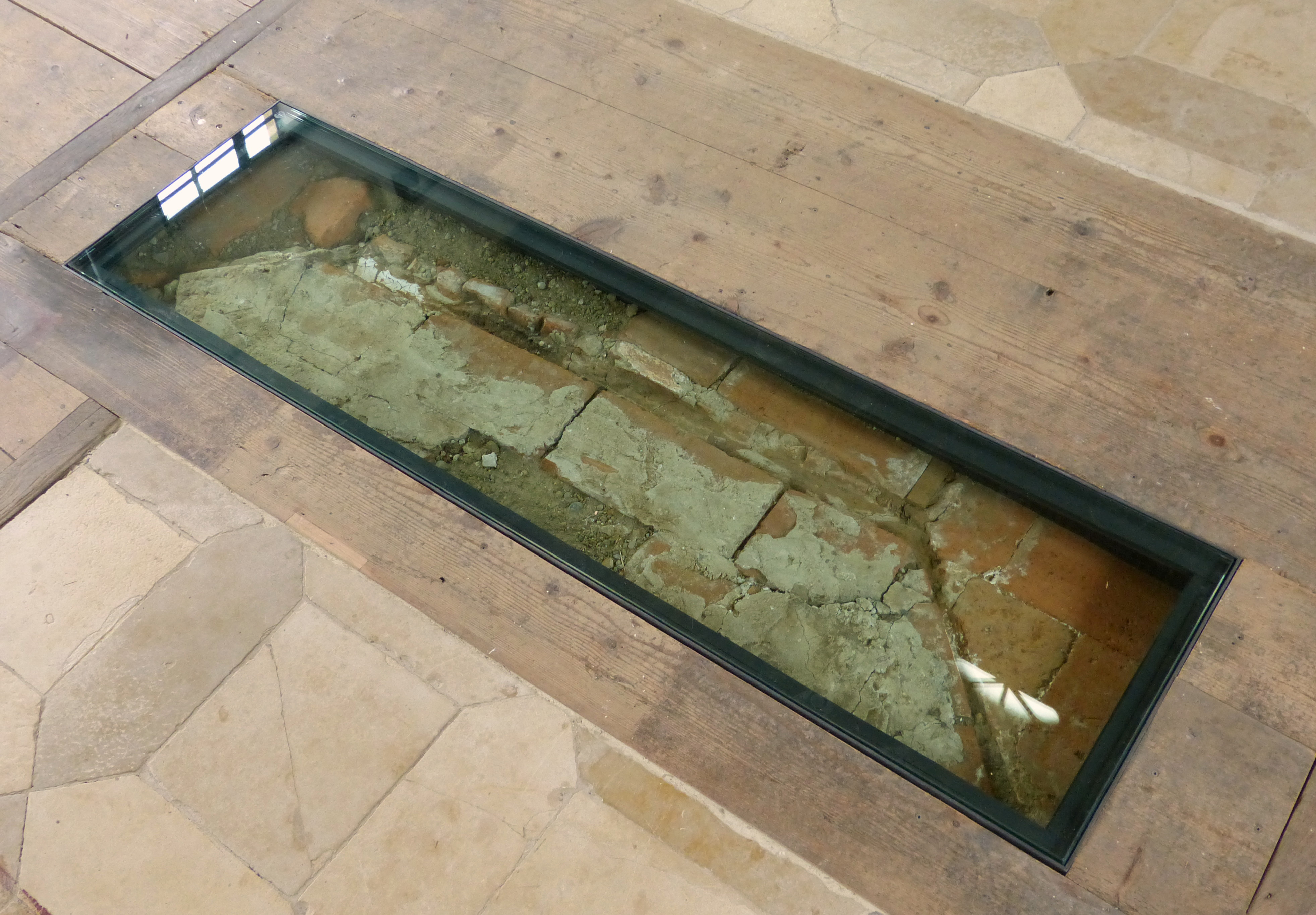
Fundamentabdruck der Bima unter einer begehbaren Glasscheibe
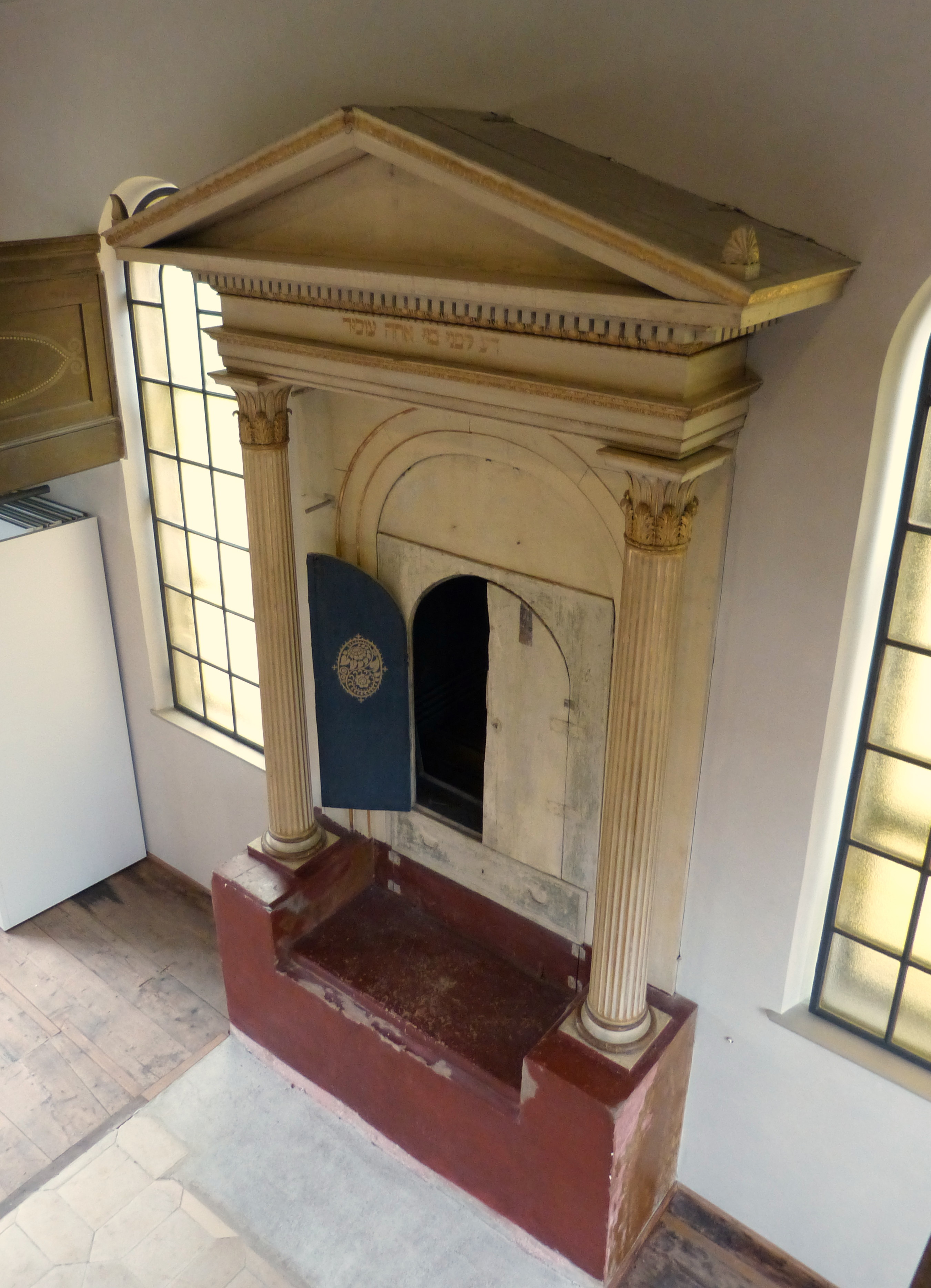
Toraschrein
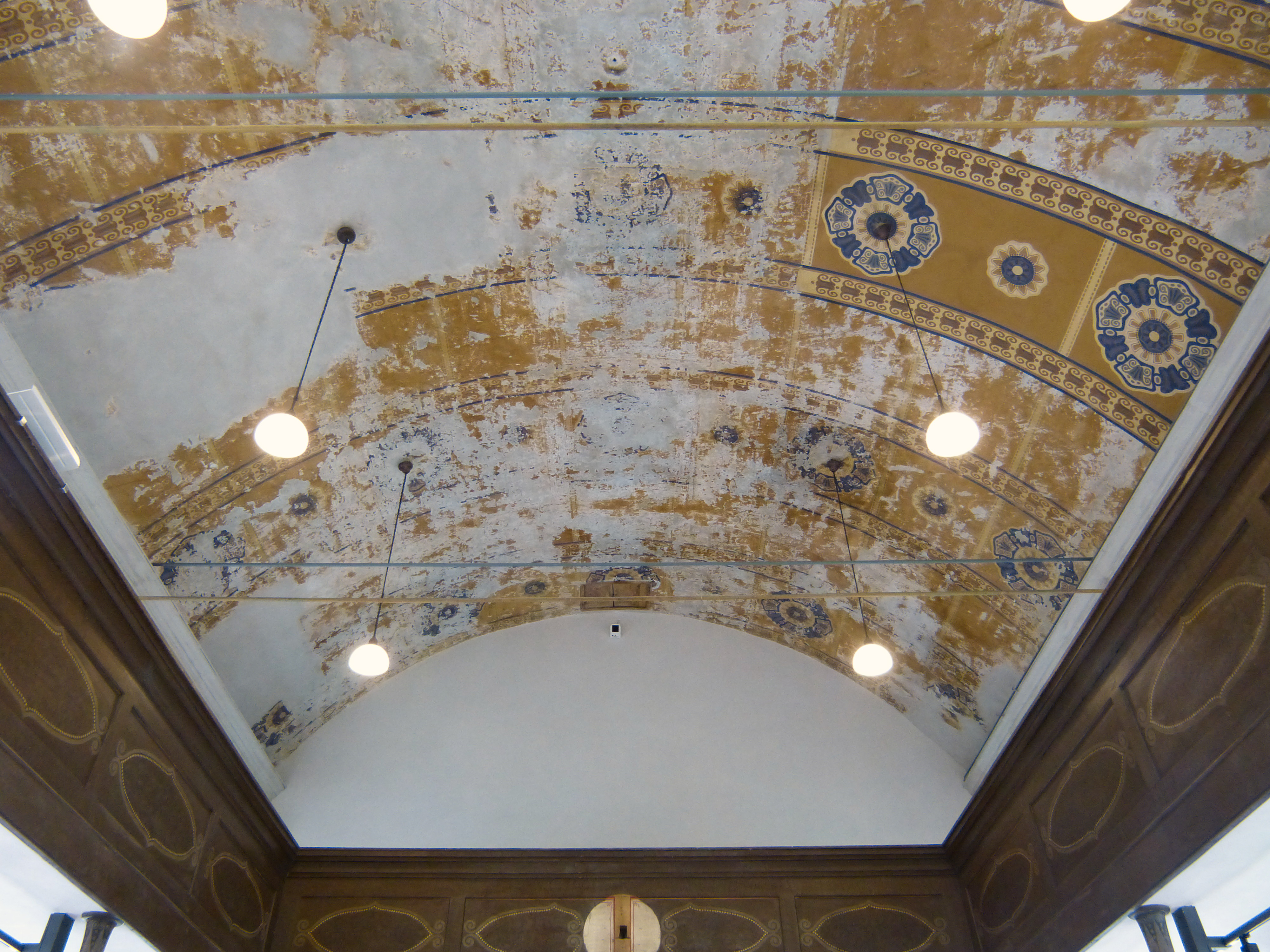
Tonnengewölbe mit Bemalung